# Anolis gingivinus
Espèce
Synonymes
- Ctenonotus gingivinus (Cope, 1864)
- Anolis virgatus Garman, 1887

Anolis gingivinus est une espèce de sauriens de la famille des Dactyloidae.

## Répartition
Cette espèce est endémique du banc d'Anguilla aux Antilles. Elle se rencontre à Saint-Barthélemy, à Saint-Martin et à Anguilla.

## Description
C'est un lézard arboricole. Les mâles atteignent 72 mm sans la queue, et les femelles 53 mm.
Sa couleur de base va de l'olive au vert clair, avec une large bande au milieu du dos ainsi qu'une bande plus claire sur les flancs. Le ventre est jaune clair. Les mâles peuvent également présenter des marbrures gris-brun ou avoir de nombreux points sombres.

## Publication originale
- Cope, 1864 : Contributions to the herpetology of tropical America. Proceedings of the Academy of Natural Sciences of Philadelphia, vol. 16, p. 166-181 (texte intégral).